# Yahoel
Yahoel (en hebreo, supuesto יהואל) es el nombre de un ángel que aparece en los manuscritos del antiguo eslavo eclesiástico del Apocalipsis de Abraham, una obra pseudoepigráfica que data de después del asedio de Jerusalén. Es un asociado de Miguel (Apoc.Abr.10:17) encargado de contener a Leviatán y destruir a los idólatras (10:10-14).
Otro trabajo rabínico pseudoepigráfico posterior atribuido a Ismael ben Elisha, hebreo 3 Enoc 48d, da a Yahoel como uno de los 70 nombres de Metatrón, lo que tiene sentido a la luz del carácter y papel de Yahoel en el Apocalipsis de Abraham.
En la cabalística del siglo XIII Berith Menucha de Abraham Merimon de Granada Yahoel es el ángel sobre el fuego. 
Varios diccionarios populares de ángeles, como Gustav Davidson Un diccionario de ángeles: incluidos los ángeles caídos (1967) repiten la afirmación de que Yahoel era (en textos judíos no identificados) el ángel principal de los Serafines .